# Simas Industrial
A Simas Industrial de Alimentos ou Sam's é uma indústria de balas, chicletes e caramelos, localizada em Macaíba, Região Metropolitana de Natal. A Sam's domina 5% do mercado brasileiro em seu segmento e fatura 3 bilhões de reais por ano. Seus produtos ocupam a primeira colocação na pauta de exportações do Rio Grande do Norte.

## História
Em 1946, os irmãos fundadores compraram a fábrica de balas São João, em Natal, iniciando a produção artesanal de balas e caramelos. Entre os anos de 1953 e 1954 a fábrica passou a ser mecanizada. Esse advento permitiu a produção em larga escala e o crescimento da empresa. No ano de 1977, a empresa participou da primeira feira Brasil Export e conquistou clientes internacionais. Com o passar dos anos, surgiu a necessidade de ampliação da estrutura física da empresa.
Com a nova estrutura, a empresa conquistou novas parceiras. Uma delas é a Disney-Simas, que permite o uso, com exclusividade, dos personagens Mickey, Minnie, Pato Donald, Margarida, Pluto e Pateta nos produtos. A Simas também é uma das fornecedoras de balas e chicletes para a tradicional festa de Halloween, nos Estados Unidos. Hoje é a maior e a mais moderna exportadora de balas e pirulitos do Brasil.

## Estrutura e números
Em 2002 a empresa mudou suas instalações para o Parque Industrial, localizado no município de Macaíba, a 20 quilômetros de Natal, numa área de 220 mil metros quadrados com 25 mil metros quadrados de área construída. A empresa exporta para mais de 60 países, em torno de 40% da sua produção anual de 25.000 toneladas, 200 toneladas por dia.